# Pagurus boriaustraliensis
Pagurus boriaustraliensis is een tienpotigensoort uit de familie van de Paguridae. De wetenschappelijke naam van de soort is voor het eerst geldig gepubliceerd in 1990 door Morgan.